# Wee Willie Smith
William T. Smith, detto Wee Willie (Montgomery, 22 aprile 1911 – Cleveland, 14 marzo 1992), è stato un cestista statunitense, professionista nella NBL.

## Carriera
Fece parte di New York Renaissance che vinsero oltre 400 partite tra il 1932 e il 1936.
Giocò per due stagioni nella NBL, disputando complessivamente 36 partite con 4,2 punti di media.